# STVニューススポット
『STVニューススポット』（エス・ティー・ヴィー・ニュース・スポット）は、札幌テレビ（STV）で放送されていたニュース番組のタイトルである。終了時点での放送時間は毎週日曜日 - 金曜日 20:54 - 21:00。ただし、番組改編期などには時間変更（たいていは21:24）もしくは休止（主に19:00からの3時間を超える特番編成時）になる場合もあった。

## 概略
『STVニュース』として放送開始したが、『STVニュースToday』の放送開始に合わせて『STVニュースTodayスポット』へ改題。この頃には平日14:55と土日15:55にも放送されていた。
その後の『STVニュースToday』シリーズの終了により、1991年10月をもって現タイトルへ変更。平日昼と日曜昼の放送を終了し、代わりに土曜午後に『STVニュース&天気予報』を設けて2008年3月まで放送した（番組終了時点での放送時間は土曜 16:55 - 17:00）。
2008年9月に終了した『NNNニューススポット』の差し替え版として放送されていたものの、大事件や災害、道内ニュースがこの番組で放送される場合、NNNをネット受けする場合があった。『NNN-』の終了後にも引き続きローカルニュース番組として継続していたが、2009年3月に土曜日の放送が終了し、2017年4月2日をもって全曜日の放送が終了した。現在、月曜日は『世界まる見え!テレビ特捜部』を6分拡大、火曜 - 木曜日は日本テレビ発のミニ番組の同時ネット、金曜 - 日曜日は自主制作番組が放送されている。

## キャスター
STVアナウンサーが日替わりで担当。『news zero』（日曜には『Going!Sports&News』）ローカルパートと同じ担当である場合が多い。